# Estación de La Cadena
La Cadena es una estación de las líneas 4 y 6 de Metrovalencia. Fue inaugurada el 21 de mayo de 1994. Se encuentra en la avenida de los Naranjos, cerca de las playas del Cabañal y la Malvarrosa.
Anteriormente existió otra estación cerca de la actual, que formaba parte de la línea férrea entre València-Pont de Fusta y Grao. Fue cerrada en 1990 por su estado ruinoso y transformada en la línea de tranvía actual.